# Harry Hamlin
Harry Robinson Hamlin (n. 30 octombrie 1951, Pasadena, California, SUA) este un actor american. Este cunoscut mai ales pentru rolul Michael Kuzak din serialul L.A. Law pentru care a primit trei nominalizări la Premiile Globul de Aur și pentru rolul Jim Cutler din Mad Men pentru care a fost nominalizat la Premiul Emmy.

## Biografie
Harry Hamlin este fiul lui Bernice (născută Robinson) și Chauncey Jerome Hamlin, Jr.; tatăl a lucrat ca inginer de aeronave.
Hamlin a absolvit Universitatea Yale în 1974 cu două diplome de licență în dramă și psihologie. Apoi a urmat cursuri de actorie la American Conservatory Theatre, pe care le-a absolvit în 1976.
A jucat în filmul Movie Movie regizat de George C. Scott în 1978, pentru care a primit prima sa nominalizare la Globul de Aur. A devenit celebru după rolul lui Perseu în filmul epic, bazat pe mitologia greacă, Ciocnirea titanilor în 1981. Între 1986 și 1991 a jucat în serialul L.A. Law difuzat de NBC. În 1987 a fost desemnat de revista People drept Cel mai sexy bărbat în viață.
A reluat în 2002 rolul din L.A. Law într-un film pentru televiziune.
A jucat în sezonul șase din Mad Men rolul Jim Cutler pentru care a fost nominalizat în 2013 la premiile Emmy la categoria Actor Invitat într-un serial dramatic⁠(d).

## Viața personală
A avut o relație cu Ursula Andress pe care a cunoscut-o în 1979 pe platourile de filmare la Ciocnirea titanilor. În 1980, s-a născut fiul lor, Dimitri Hamlin. Cei doi parteneri s-au logodit, nu s-au căsătorit, iar în 1983 s-au despărțit.
Între 1985 și 1989, a fost căsătorit cu actrița Laura Johnson iar între 1991 și 1992, cu actrița Nicollette Sheridan.
În 1992, a cunoscut-o pe actrița Lisa Rinna cu care s-a căsătorit în 1997. Cei doi au împreună două fete.